# Sellnickochthonius japonicus
Sellnickochthonius japonicus är en kvalsterart som först beskrevs av Chinone 1974.  Sellnickochthonius japonicus ingår i släktet Sellnickochthonius och familjen Brachychthoniidae. Inga underarter finns listade i Catalogue of Life.